# Spatzenwinkel
Der Spatzenwinkel ist ein mit der Verordnung vom 2. Mai 2003 des Regierungspräsidiums Schwaben ausgewiesenes Naturschutzgebiet (NSG-Nummer NSG-00624) am Bodensee im Gebiet der bayerischen Stadt Lindau in Deutschland. 

## Lage
Das Naturschutzgebiet liegt in den Gemarkungen Oberreitnau und Aeschach. Es besteht aus drei Teilflächen und hat insgesamt eine Fläche von ca. 26,5 ha. Die Niedermoorbereiche mit der Bachschlucht der Ach östlich der Bahnlinie München – Lindau beim Weiler Goldschmiedsmühle im Gebiet der Stadt Lindau (Bodensee) werden zusammen als „Spatzenwinkel“ bezeichnet. 

## Schutzzweck
Zweck des Naturschutzgebietes ist, ein in seiner Komplexität im Westallgäuer Hügelland einmaliges Feuchtgebiet, bestehend aus mehreren Niedermoorbereichen sowie der Bachschlucht der Ach, als Vernetzungsschwerpunkt zu erhalten und die Verbindung der Biotope untereinander durch Vernetzungsstrukturen zu fördern. Ein weiterer Zweck ist, die Niedermoor- und andere Feuchtlebensräume für teilweise seltene, typische Pflanzen- und Tierarten zu erhalten und zu verbessern. Die Bachschlucht der Ach soll in ihrem naturnahen Zustand bewahrt werden und natürliche Entwicklungsabläufe ermöglichen, insbesondere ein ungehindertes Mäandrieren sowie eine möglichst unbeeinflusste Vegetationsentwicklung zuzulassen. Die naturnahe Entwicklung der Übergangszonen, vorwiegend der Waldränder, zu begünstigen, wobei auch eine in Bezug auf den Lebensraum tragbare Wilddichte anzustreben ist, ist der vierte Schutzzweck, den die Regierung Schwaben festgehalten hat.

## Flora und Fauna

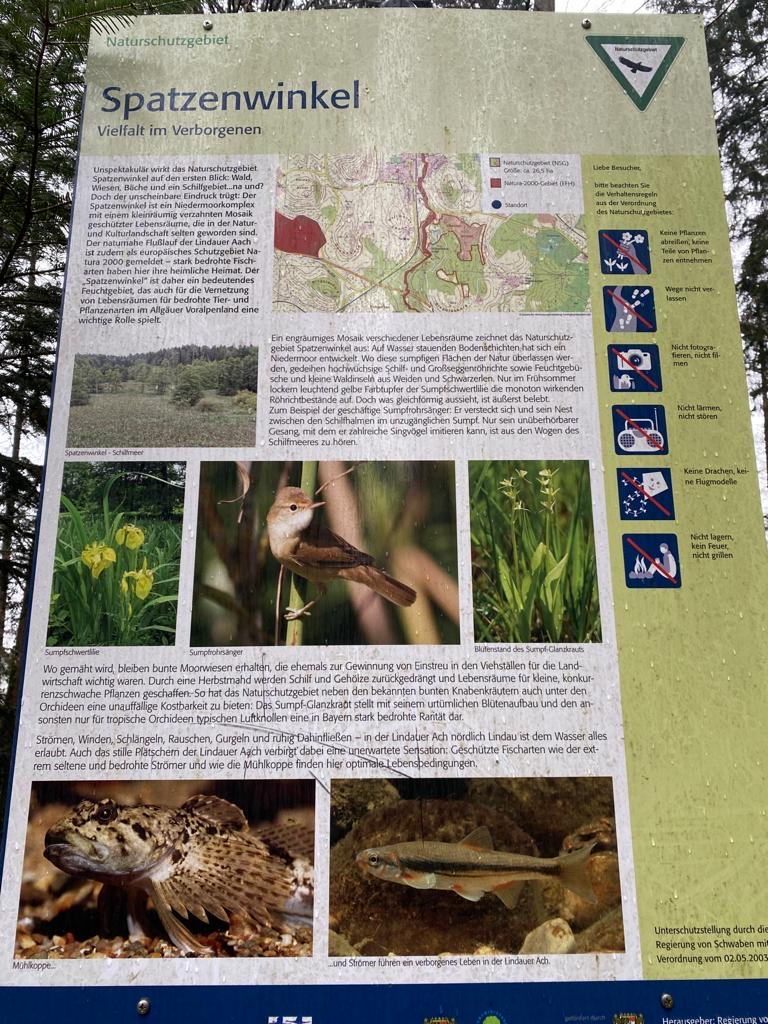
Informationsschild über die Tier- und Pflanzenwelt im Spatzenwinkel.

### Flora
Aus der schützenswerten Flora sind u. a. folgende Pflanzenarten zu nennen:
- Schilfröhricht
- Großseggenröhricht
- Sumpf-Schwertlilie (Iris pseudacorus), eine Pflanzenart in der Familie der Schwertliliengewächse
- Sumpf-Glanzkraut (Liparis loeselii),  eine Pflanzenart aus der Gattung Glanzkraut innerhalb der Familie der Orchideen
- Schwarz-Erle (Alnus glutinosa), ein mittelgroßer Laubbaum aus der Gattung der Erlen

### Fauna
Aus der schützenswerten Fauna sind folgende Tierarten zu nennen:
- Sumpfrohrsänger (Acrocephalus palustris), ein Singvogel aus der Gattung der Rohrsänger
- Strömer (Telestes souffia, Syn.: Leuciscus souffia) ist eine zu den Karpfenfischen gehörende Fischart
- Mühlkoppe (Cottus gobio), ein kleiner Süßwasserfisch